# Erasmushogeschool Brussel
Erasmushogeschool Brussel (EhB) est une haute école de la Communauté flamande de Belgique. Avec près de 4 500 étudiants, elle est l'une des plus grandes haute école néerlandophones établies à Bruxelles. L'école tire son nom du philosophe humaniste Érasme. En accord avec ses idées, le pluralisme, l'ouverture et la tolérance sont la philosophie de base du collège.
Cette école supérieure a été créée en 1995 par la fusion de plusieurs hautes écoles dans et autour de Bruxelles et est implantée sur différents sites, à Jette, Bruxelles-ville, Etterbeek, Ixelles, Anderlecht, Molenbeek-Saint-Jean et Woluwe-Saint-Pierre.
En 2003, l'Erasmushogeschool Brussel et la Vrije Universiteit Brussel (VUB) ont constitué l'Association universitaire de Bruxelles.